# 長木村
長木村（ながきむら）は、秋田県北秋田郡にあった村。現在の大館市中心部から北東端にかけての区域にあたる。

## 地理
米代川の支流長木川流域を村域とし、長木川上流部には小坂鉄道小坂線の駅周辺に集落が点在していた。
- 山：獅子ヶ森、高森（3か所）、高倉山、面倉山、高地山、中山、秋葉山、羽保屋山、東股山、象ヶ倉山、鳳凰山、鍋越山
- 河川：長木川

## 歴史
- 1889年（明治22年）4月1日 - 町村制の施行により、上代野村、下代野村、芦田子村、大茂内村、茂内村、東村、柄沢村、雪沢村の区域をもって発足。
- 1933年（昭和8年） - 旧柄沢村を分割、大館町に編入する[2]。
- 1955年（昭和30年）3月1日 - 大館市に編入。同日長木村廃止。

## 交通

### 鉄道路線
- 小坂鉄道[1]
  - 小坂線（1994年旅客営業廃止）
    - 岱野駅 - （東岱野駅[3]） - 小雪沢駅 - 雪沢鉱泉駅 - 新沢駅 - （深沢駅[3]） - 茂内駅 - （篭谷駅[3]）

  - 長木沢支線（1951年廃止）
    - 茂内駅 - 長木沢駅

### 道路
- 主要地方道 県道大館小坂線（現 秋田県道2号大館十和田湖線） 1954年12月2日認定